# Хмелюк Ігор Миколайович
Ігор Миколайович Хмелюк (біл. Ігар Хмелюк; пом.27 січня 1990, с. Крижівка, Волинська область, УРСР) — білоруський футболіст українського походження, півзахисник.

## Клубна кар'єра
Народився в селищі Крижівка Волинської області, проте футболом розпочав займатися в Білорусі. Футбольну кар'єру розпочав 2007 року в дублі «Мінськ». Також захищав кольори друголігового фарм-клубу столичної команди, «Мінська-2». З 2011 по 2013 рік виступав за «Білорусьтрансгаз»/«Слонім». По ходу сезону 2013 року перейшов до «Орші». Футбольну кар'єру завершив у 2014 році в складі «Молодечно-2013».

## Кар'єра в збірній
Викликався до складу юнацьких збірних Білорусі, у футболці яких зіграв 32 матчі та відзначився 5-а голами.